# Trogon
Trogon är det dominerande fågelsläktet i familjen trogoner inom ordningen trogonfåglar med utbredning i Latinamerika från södra Arizona till norra Argentina. Nedanstående lista följer AviList:
- Costaricatrogon (T. clathratus)
- Orangenäbbad trogon (T. massena)
- Blåstjärtad trogon (T. comptus)
- Ecuadortrogon (T. mesurus)
- Svartstjärtad trogon (T. melanurus)
- Svarthuvad trogon (T. melanocephalus)
- Citrontrogon (T. citreolus)
- Vitstjärtad trogon (T. chionurus)
- Grönryggig trogon (T. viridis)
- Blåryggig trogon (T. bairdii)
- Fjäderfotad trogon (T. caligatus)
- Guyanatrogon (T. violaceus)
- Amazontrogon (T. ramonianus)
- Blåkronad trogon (T. curucui)
- Surucuatrogon (T. surrucura)
- Centralamerikansk trogon (T. tenellus)
- Colombiatrogon (T. cupreicauda)
- Svartstrupig trogon (T. rufus)
- Sooretamatrogon (T. chrysochloros)
- Hondurastrogon (T. elegans)
- Kopparstjärtad trogon (T. ambiguus)
- Bergtrogon (T. mexicanus)
- Halsbandstrogon (T. collaris)
- Svartmaskad trogon (T. personatus)